# 内藤元家
内藤 元家（ないとう もといえ）は、安土桃山時代から江戸時代初期にかけての武将。毛利氏家臣で長州藩士。父は毛利氏の重臣・内藤隆春。母は内藤氏家臣・阿座上盛豊の娘。正室は市川元好の娘・紫福。

## 生涯
天正9年（1581年）、毛利氏重臣・内藤隆春の長男として生まれる。
隆春の三女（元家の異母姉）である綾木大方と婚姻して隆春の婿養子となった内藤元盛が隆春の後を継いだため、元家は隆春の隠居領を譲り受けて別家を興し、毛利輝元に仕えた。
天正20年（1592年）から始まる文禄の役においては毛利輝元に従って朝鮮に渡海する。
慶長17年（1612年）6月15日に病死。享年32。元家には嫡男がおらず、内藤家が断絶することを憂えた輝元の計らいにより、林元尚の養子となっていた同母弟の元忠が元家の後を継いだ。

## 系譜
- 父：内藤隆春（1528-1600） - 内藤氏当主。
- 母：阿座上盛豊の娘（?-?） - 内藤氏家臣・阿座上盛豊の娘。内藤隆春の継室。
- 正室：紫福（?-?） - 市川元好の娘。